# Азяково
Азя́ково (рос. Азяково, башк. Әжәк) — присілок у складі Бураєвського району Башкортостану, Росія. Адміністративний центр Азяковської сільської ради.
Населення — 267 осіб (2010; 322 у 2002).
Національний склад:
- башкири — 61 %
- татари — 37 %